# Los cadáveres exquisitos
Los cadáveres exquisitos es un libro de la escritora norteamericana Patricia Highsmith, compuesta por doce relatos independientes que la escritora reunió bajo el nombre de  "Los cadáveres exquisitos".
Los relatos escarban en el paisaje favorito de la autora, como las clases medias, el vecino, un amigo o incluso nosotros  mismo llevamos un potencial asesino dentro, y la socialización del crimen haciéndolo más presente a nuestro alrededor de lo que nuestros conceptos culturales nos dejan ver.

## Prólogo
Como indica la autora en el prólogo, se trata de doce cuentos procedentes de cinco libros previos suyos, seleccionados para ser adaptados a la televisión. Fueron escritos en Nueva York, Inglaterra, Francia, Roma y Positano.

## Cuentos incluidos
- A lo hecho, pecho
- El buscador inquietante
- Tener ancianos en casa
- Despacio, despacio, a merced del viento
- Acabar con todo
- El día del ajuste de cuentas
- Sustancia de locura
- Un suicidio curioso
- Los pájaros a punto de emprender el vuelo
- Donde las dan...
- Bajo la mirada de un ángel sombrío
- Lo que trajo el gato

## Ediciones en español
- Anagrama. Barcelona. ISBN 84-339-1116-3 . Esta edición española de 1991 reúne distintos relatos escritos entre 1960 y 1990

- Datos: Q5980673